# Februarie 1989
Acest articol este generat integral pe baza informațiilor din articolul 1989 și este actualizat periodic de un robot.
 Editările făcute în articol vor fi șterse la următoarea actualizare! Dacă doriți să faceți modificări, editați articolul-sursă.

ianuarie -
februarie -
martie -
aprilie -
mai -
iunie -
iulie -
august -
septembrie -
octombrie -
noiembrie -
decembrie
Februarie 1989 a fost a doua lună a anului și a început într-o zi de miercuri.

## Evenimente
- 15 februarie: URSS anunță oficial că ultimii militari sovietici au părăsit Afganistanul. Aproape zece ani de la intervenția URSS, în decembrie 1979, în sprijinul guvernului promarxist de la Kabul.

## Nașteri
- 2 februarie: Ștefan Caraulan, fotbalist moldovean
- 2 februarie: Bogdan Muzgoci, jurnalist român
- 2 februarie: Ivan Perišić, fotbalist croat
- 3 februarie: Vlad Bujor, fotbalist român
- 3 februarie: David Manga, fotbalist francez
- 4 februarie: Anatol Chirinciuc, fotbalist moldovean
- 5 februarie: Sarra Besbes, scrimeră tunisiană
- 6 februarie: Oleg Andronic, fotbalist moldovean
- 7 februarie: Alexandru Stan, fotbalist român
- 7 februarie: Cosmin Gârleanu, fotbalist român
- 8 februarie: What's UP, cântăreț român
- 8 februarie: Chai Romruen, actor australian
- 10 februarie: Xiao Guodong, jucător de snooker
- 10 februarie: Sabien Lilaj, fotbalist albanez
- 14 februarie: Aliaksandr Karnicki, fotbalist bielorus
- 14 februarie: Tamara Tilinger, handbalistă maghiară
- 14 februarie: Killa Fonic, rapper român
- 16 februarie: Elizabeth Olsen, actriță americană
- 16 februarie: Mu Kanazaki, fotbalist japonez
- 19 februarie: Constantin Budescu, fotbalist român
- 21 februarie: Corbin Bleu Reivers, actor, cântăreț și dansator american
- 21 februarie: Dmîtro Pundîk, scrimer ucrainean
- 23 februarie: Fernando Boldrin, fotbalist brazilian
- 24 februarie: Daniel Kaluuya, actor britanic
- 24 februarie: Victor Mihalachi, canoist român
- 25 februarie: Milan Badelj, fotbalist croat
- 25 februarie: Valerică Găman, fotbalist român
- 26 februarie: Gabriel Obertan, fotbalist francez
- 26 februarie: Alba Rico, cartea alba

## Decese
John Nicholas Cassavetes, 59 ani, actor american (n. 1929)
Osamu Tezuka, caricaturist și animator japonez (n. 1928)
Nicolaas Thomas Bernhard, 58 ani, scriitor austriac (n. 1931)
György Kálmán, 63 ani, actor maghiar (n. 1925)
Manuel Rosas Sánchez, fotbalist mexican (n. 1912)
Sándor Márai, 88 ani, scriitor maghiar (n. 1900)
Konrad Lorenz (n. Konrad Zacharias Lorenz), 85 ani, zoolog, etolog și ornitolog austriac, laureat al Premiului Nobel (1973), (n. 1903)